# Теріпаратид
Теріпаратид ― форма паратереоїдного гормону, складається з перших 34 амінокислот(N-кінець), які є біоактивною частиною гормону. Речовина є ефективним анаболічним агентом, що сприяє формуванню кісткової тканини, використовується у лікуванні деяких форм остеопорозу, може бути призначена для прискорення лікування і загоєння переломів. Теріпаратид є ідентичним до частини гормону ПТГ, сприяє активації остеобластів, що призводить до збільшення кісткової тканини.

## Загальна характеристика

### Препарат
Рекомбінантний теріпаратид випускається компанією Eli Lilly and Company під торгівельною маркою Forteo / Forsteo. 11 червня 2020 року компанія Alvogen, Inc, комерційний партнер Pfenex Inc. запустила теріпаратид в ін'єкціях (Bonsity) в США. Препарат був розроблений Pfenex Inc і схвалений Управлінням з санітарного нагляду та якістю харчових продуктів і медикаментів (FDA) 4 жовтня 2019 року. Теріпаратид в ін'єкціях є еквівалентом препарату Forteo (та сама активна речовина, форма) і як було вказано, таку саму біодоступність. За цими характеристиками продукт був схвалений відповідно до NDA 505 (b) (2), де Forteo був еталонним препаратом. Він може бути дешевшим варіантом теріпаратида, що використовується для збільшення щільності кісткової тканини у пацієнтів з високим ризиком переломів і схвалений FDA, тому може бути використаний за тими ж показаннями, що і препарат Forteo.
Теріпаратид був схвалений до використання на території Європейського Союзу у червні 2003 року. Синтетичний терипаратид від компанії Teva Generics і біологічно схожий продукт компанії Gedeon Richter plc були також схвалені до продажу у ЄС. 4 жовтня 2019 року FDA схвалило рекомбінантний теріпаратид до використання у Сполучених Штатах Америки.
В червні 2020 року Комітет з лікарських засобів для людини (CHMP) Європейського агентства з лікарських засобів (EMA) рекомендувало схвалити біологічно схожі продукти Qutavina і Livogiva. Обидва були погоджені для медичного використання в Європейському Союзі в серпні 2020 року, але згодом Qutavina був відкликаний.

## Медичне використання
Препарат є ефективним для росту кісток (збільшення щільності кісткової тканини хребта на 8 % через рік використання препарату) і зниження ризику переломів. При вивиченні теріпаратиду, препарат показав збільшення мінеральної щільності кісткової тканини (BMD) протягом 18 місяців використання.
Теріпаратид рекомендується вживати не більше 2 років. Після закінчення терміну, за умови все ще наявного остеопорозу рекомендовано змінити препарат, до прикладу, на бісфосфонат або деносумаб.
Дослідження показали, що теріпаратид здатен знижувати ризик перелому стегна, але не знижує ризик перелому руки чи зап'ястя.
Окрім того, препарат може використовуватись для пришвидшення загоєння переломів. Існують відомості, що теріпаратид успішно використовувався для лікування незрощення переломів зокрема.
У зв'язку зі встановленими правилами HIPAA, інформація щодо використання препарату для лікування американських спортсменів, які мали травми або переломи, не розголошується. Але відомо, що італійський футболіст Франческо Тотті після перелому ноги використовував теріпаратид і вилікувався вчасно, до чемпіонату світу 2006 року. Було повідомлено, що Марк Мулдер також використовував цей препарат лікуючи перелом стегна як і Террел Оуенс, який вчасно вилікувався після перелому гомілки перед Суперкубком 2005 року.

### Процедурний підхід
Теріпаратид в ін'єкціях становить собою розчин для підшкірного введення в область стегна або низа живота. Цей лікарський засіб постачаеться в заздалегідь заповнених дозаторах для ін'єкцій. Зазвичай препарат вводять один раз на добу, щодня строком до 2 років. Крім того, радять, проводити цю процедуру приблизно в один і той самий час щодня. Ін'єкції теріпаратиду випускається в спеціальному пакуванні, що містить 28 доз. Щоразу слід використовувати нову голку для проведення процедури
Перед початком використання препарату слід:
1. Пересвідчитися у відсутності алергії на активну речовину препарату, манітол та інші компонети, що входять до складу ін'єкцій.
2. Узгодити з лікарем всі препарати, вітаміни, харчові добавки, що будуть вживатися на період лікування, особливо: антикоагулянти, стероїди, вітаміни А та Д.
3. Сповістити лікаря, про те, чи були захворювання, такі як хвороба Педжета, рак кісток, хвороби паращитоподібної залози, печінки, нирок, сердця.

Ін'єкції теріпаратиду можуть використовуватися, у випадку жінок, лише після настання менопаузи.
Специфічні показання щодо вживання продуктів під час лікування — необхідно вживати багато продуктів, які багаті на вітамін Д та кальцій.

## Протипоказання
Препарат теріпаратиду не слід призначати людям, що мають підвищений ризик остеосаркоми. Сюди таком відносяться і люди з хворобою Педжета, після радіотерапії, що безпосередньо стосувалася скелетної системи. В дослідах на тваринах та в одному задокументованому випадку у людини було встановлено, що це може бути пов'язано з розвитком остеосаркоми у піддослідних після використання препарату понад 2 роки.
Окрім того, пацієнтам не рекомендується починати терапію до тих пір, доки не буде усунений дефіцит вітаміну Д в організмі.

### Побічні ефекти
Серед них виокремлюються головний біль, нудота, запаморочення, біль в кінцівках. Теріпаратид може здіснювати вплив на утворення остеосаркоми, що було виявлено у дослідженнях на гризунах. Опухолі, що обули виявлені, розташовувалися на кінцях кісток, що виросли вже після моменту ін'єкції. Після досить великого часу перебування препарату на ринку, було виявлено лише два випадки остеосаркоми.FDA визначило цей ризик як вкрай рідкісний(1 на 100000).

## Механізм дії
Теріпаратид є частиною гормону ПТГ і складається з його перших 34 амінокислот. Едогенний ПТГ є основним регулятором метаболізма кальція і фосфату в кістках і нирках. Паратиреоїдний гормон збільшує концентрацію кальцію в крові, частково через його резорбцію з кісток. Через це хронічно підвищений рівень ПТГ виснажує запаси кальцію в кістках. Ін'єкції ж теріпаратида один раз на добу мають ефект стимуляції утворення нової кісткової тканини, що призводить до збільшення мінеральної щільності кісткової тканини.

### Схвалення FDA
Теріпаратид є першим схваленим FDA препаратом для лікування остеопорозу ще 26 жовтня 2002 року. Він призначався для лікування чоловіків та жінок в (постменопаузі) з підвищеним ризиком переломів. Препарат також схвалений для підвищення кісткової маси у чоловіків з первинним гіпогонадальним остеопорозом, що мають високий ризик перелому. І вже 4  жовтня 2019 FDA схвалило рекомбінантний теріпаратид Teriparatide Injection (раніше PF708/ Bonsity)

### Комбінований терипаратид і деносумаб
Комбінований препарат збільшує щільність кісткової тканини більше ніж кожен з препаратів поодинці. Таким чином лікування ним, може бути корисним для пацієнтів з дуже високим ризиком переломів. Перше дослідження на цю тему було опубліковане 2013 року Leder et al. в Lancet, з додатковими даними, згодом опублікованими в JCEM, що стосувалося лікування жінок з остеопорозом в постменопаузі, де було продемонстровано збільшення мінеральної щільності кісткової тканини хребта та стегна при терапії комбінованим препаратом у порівнянні з використанням кожного з цих препаратів окремо.

## Використані джерела
1. ↑  Riek, Amy E.; Towler, Dwight A. (2011). The Pharmacological Management of Osteoporosis. Missouri Medicine. 108 (2): 118—123. ISSN 0026-6620. PMC 3597219. PMID 21568234.
2. ↑  Saag, Kenneth G.; Shane, Elizabeth; Boonen, Steven; Marín, Fernando; Donley, David W.; Taylor, Kathleen A.; Dalsky, Gail P.; Marcus, Robert (15 листопада 2007). Teriparatide or Alendronate in Glucocorticoid-Induced Osteoporosis. New England Journal of Medicine. 357 (20): 2028—2039. doi:10.1056/NEJMoa071408. ISSN 0028-4793. PMID 18003959.
3. ↑  Drug Approval Package: BONSITY. www.accessdata.fda.gov. Процитовано 20 червня 2021.
4. ↑  «Forsteo EPAR». European Medicines Agency (EMA). 17 September 2018. Retrieved 26 June 2020.
5. ↑  BfArM (2017-05-08).https://mri.cts-mrp.eu/Human/Downloads/DE_H_4292_001_PAR.pdf
6. ↑  «Drug Approval Package: Bonsity». U.S. Food and Drug Administration (FDA). 26 February 2020. Retrieved 14 September 2020.
7. ↑  «Livogiva: Pending EC decision» [Архівовано 2020-06-26 у Wayback Machine.]. European Medicines Agency (EMA). 25 June 2020. Retrieved 26 June 2020.
8. ↑  «Livogiva EPAR». European Medicines Agency (EMA). Retrieved 25 January 2021.
9. ↑  «Qutavina EPAR». European Medicines Agency (EMA). Retrieved 25 January 2021.
10. ↑  Kawai, Masanobu; Mödder, Ulrike I.; Khosla, Sundeep; Rosen, Clifford J. (February 2011). Emerging therapeutic opportunities for skeletal restoration. Nature Reviews Drug Discovery (англ.). 10 (2): 141—156. doi:10.1038/nrd3299. ISSN 1474-1784. PMC 3135105. PMID 21283108.
11. ↑  Murad, Mohammad Hassan; Drake, Matthew T.; Mullan, Rebecca J.; Mauck, Karen F.; Stuart, Louise M.; Lane, Melanie A.; Abu Elnour, Nisrin O.; Erwin, Patricia J.; Hazem, Ahmad; Puhan, Milo A.; Li, Tianjing (1 червня 2012). Comparative Effectiveness of Drug Treatments to Prevent Fragility Fractures: A Systematic Review and Network Meta-Analysis. The Journal of Clinical Endocrinology & Metabolism. 97 (6): 1871—1880. doi:10.1210/jc.2011-3060. ISSN 0021-972X.
12. ↑  Effects of teriparatide on hip and upper limb fractures in patients with osteoporosis: A systematic review and meta-analysis. Bone (англ.). 120: 1—8. 1 березня 2019. doi:10.1016/j.bone.2018.09.020. ISSN 8756-3282.
13. ↑  Jancin B (2011-12-12). «Accelerating Fracture Healing With Teriparatide». Internal Medicine News Digital Network. Retrieved 2013-09-20.
14. ↑  William L. Carroll (2005). «Chapter 1: Defining the Issue». The Juice: The Real Story of Baseball's Drug Problems. ISBN 1-56663-668-X.
15. 1 2  US National Library of Medicine, https://medlineplus.gov/druginfo/meds/a603018.html
16. ↑  Harper, Kristine D.; Krege, John H.; Marcus, Robert; Mitlak, Bruce H. (2007). Osteosarcoma and Teriparatide?. Journal of Bone and Mineral Research (англ.). 22 (2): 334—334. doi:10.1359/jbmr.061111. ISSN 1523-4681.
17. 1 2 3  Rizzoli, René; Reginster, Jean-Yves; Boonen, Steven; Bréart, Gérard; Diez-Perez, Adolfo; Felsenberg, Dieter; Kaufman, Jean-Marc; Kanis, John A.; Cooper, Cyrus (1 серпня 2011). Adverse Reactions and Drug–Drug Interactions in the Management of Women with Postmenopausal Osteoporosis. Calcified Tissue International (англ.). 89 (2): 91—104. doi:10.1007/s00223-011-9499-8. ISSN 1432-0827. PMC 3135835. PMID 21637997.
18. ↑  Riek AE, Towler DA (2011). «The pharmacological management of osteoporosis». Missouri Medicine. 108 (2): 118–23. PMC 3597219. PMID 21568234.
19. ↑  «Forteo». drugs.com
20. ↑  Bauer, Walter; Aub, Joseph C.; Albright, Fuller (1 січня 1929). STUDIES OF CALCIUM AND PHOSPHORUS METABOLISM : V. A STUDY OF THE BONE TRABECULÆ AS A READILY AVAILABLE RESERVE SUPPLY OF CALCIUM. Journal of Experimental Medicine. 49 (1): 145—162. doi:10.1084/jem.49.1.145. ISSN 0022-1007. PMC 2131520. PMID 19869533.
21. ↑  SELYE, HANS (September 1932). ON THE STIMULATION OF NEW BONE-FORMATION WITH PARATHYROID EXTRACT AND IRRADIATED ERGOSTEROL. Endocrinology. 16 (5): 547—558. doi:10.1210/endo-16-5-547. ISSN 0013-7227.
22. ↑  DEMPSTER, DAVID W.; COSMAN, FELICIA; PARISIEN, MAY; SHEN, VICTOR; LINDSAY, ROBERT (December 1993). Anabolic Actions of Parathyroid Hormone on Bone*. Endocrine Reviews. 14 (6): 690—709. doi:10.1210/edrv-14-6-690. ISSN 0163-769X.
23. ↑  «Drug Approval Package: Forteo [teriparatide (rDNA origin)] Injection; NDA #021318». U.S. Food and Drug Administration (FDA). Retrieved 14 September 2020.
24. ↑  Leder, Benjamin Z.; Tsai, Joy N.; Uihlein, Alexander V.; Burnett-Bowie, Sherri-Ann M.; Zhu, Yuli; Foley, Katelyn; Lee, Hang; Neer, Robert M. (1 травня 2014). Two Years of Denosumab and Teriparatide Administration in Postmenopausal Women With Osteoporosis (The DATA Extension Study): A Randomized Controlled Trial. The Journal of Clinical Endocrinology & Metabolism. 99 (5): 1694—1700. doi:10.1210/jc.2013-4440. ISSN 0021-972X. PMC 4010689. PMID 24517156.
25. ↑  Tsai, Joy N; Uihlein, Alexander V; Lee, Hang; Kumbhani, Ruchit; Siwila-Sackman, Erica; McKay, Elizabeth A; Burnett-Bowie, Sherri-Ann M; Neer, Robert M; Leder, Benjamin Z (July 2013). Teriparatide and denosumab, alone or combined, in women with postmenopausal osteoporosis: the DATA study randomised trial. The Lancet. 382 (9886): 50—56. doi:10.1016/s0140-6736(13)60856-9. ISSN 0140-6736. PMC 4083737. PMID 23683600.

## Додаткові матеріали для вивчення
1. Jilka R.L. Molecular and cellular mechanisms of the anabolic effect of intermittent PTH. Bone. 2007; 40: 1434-46.
2. Белая Ж. Е., Рожинская Л. Я. Анаболическая терапия остеопороза. Терипаратид: эффективность, безопасность и область применения. Остеопороз и остеопатии. 2013. № 2. С. 32-40.
3. Dobnig H., Stepan J.J., Burr D.B., Li J., Michalska D., Sipos A., et al. Teriparatide reduces bone microdamage accumulation in postmenopausal women previously treated with alendronate. J Bone Min Metab. J Bone Miner Res. 2009 Dec; 24(12): 1998—2006. https://doi.org/10.1359/ jbmr.090527